# Mesochorus impiger
Mesochorus impiger är en stekelart som beskrevs av Tosquinet 1903. Mesochorus impiger ingår i släktet Mesochorus och familjen brokparasitsteklar. Inga underarter finns listade i Catalogue of Life.